# Brahim Izri
Brahim Izri (Beni Yenni, 12 gennaio 1954 – Parigi, 3 gennaio 2005) è stato un cantautore berbero con cittadinanza algerina.

## Biografia
I primi contatti di Brahim Izri furono con la musica religiosa che ascoltava nella zawiya di Sidi Belkacem, nella regione natale di Ait Yenni. Durante la sua adolescenza fondò con alcuni amici il gruppo musicale Igudar e collaborò come chitarrista con Idir; in seguito iniziò la sua carriera di solista.